# Comté de Westchester
Pour les articles homonymes, voir Westchester.
Le comté de Westchester (en anglais : Westchester County) est l'un des 62 comtés de l'État de New York, aux États-Unis. Il fait partie de l'agglomération new-yorkaise. Son siège est la ville de White Plains. Le comté regroupe 1 004 457 habitants en 2020.

## Histoire

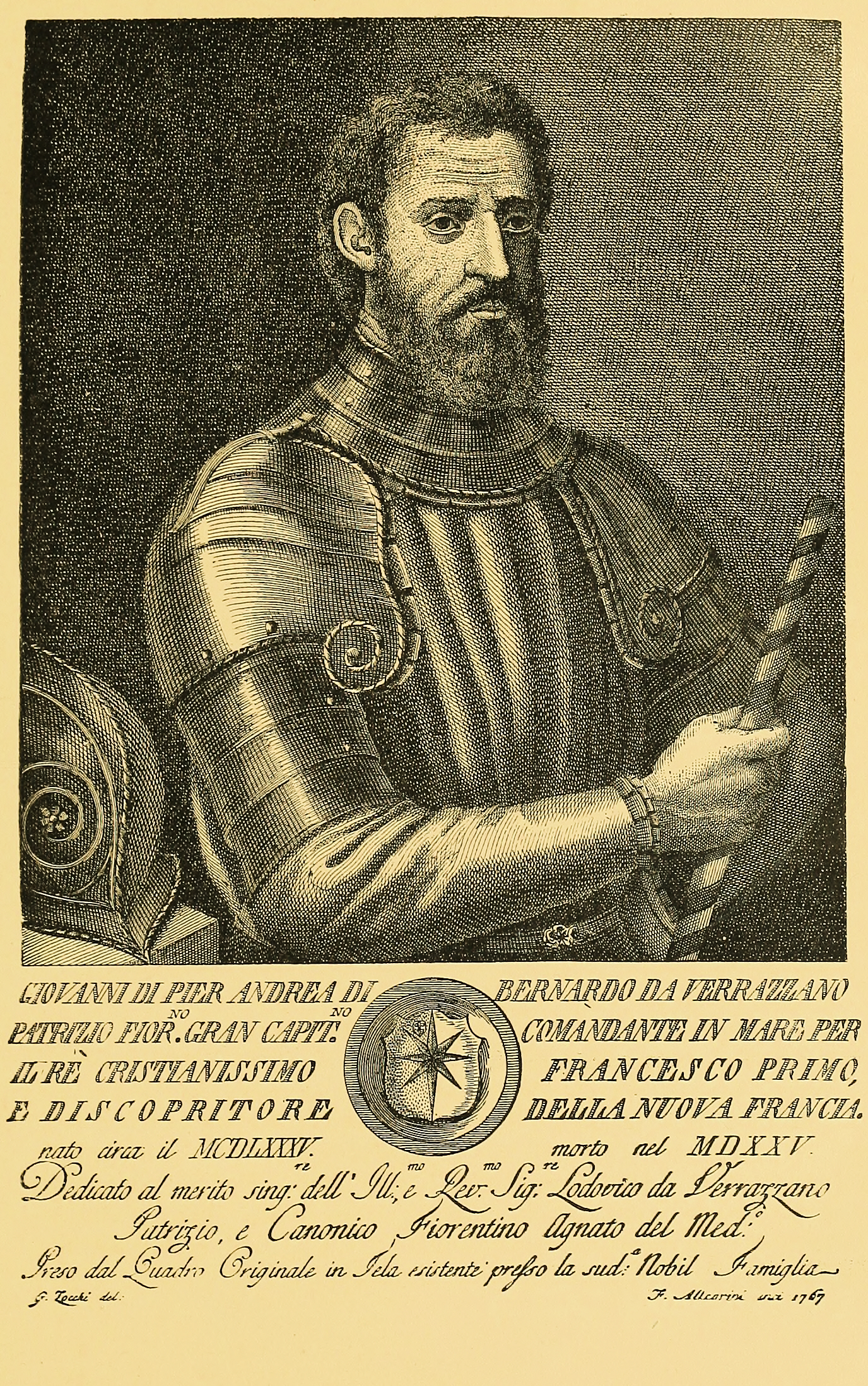
Giovanni da Verrazzano.

Les premiers Européens à explorer le territoire du comté de Westchester furent Giovanni da Verrazzano, en 1524, et l'Anglais Henry Hudson, en 1609. Les premiers colons européens arrivèrent grâce à la Compagnie néerlandaise des Indes occidentales dans les années 1620 et 1630. Des colons anglais en provenance de Nouvelle-Angleterre les rejoignirent dans les années 1640.
Le comté de Westchester est l'un des douze comtés originaux de la province de New York créés en 1683. Il tient son nom de la ville de Chester, en Angleterre. Il incluait alors l'actuel arrondissement new-yorkais du Bronx, qui était formé de la municipalité (town) de Westchester et d'une partie des municipalités de Yonkers, d'Eastchester et de Pelham. En 1846 une nouvelle municipalité, West Farms, se forma aux dépens de Westchester, et en 1855 se fut au tour de la municipalité de Morrisania de prendre son indépendance de West Farms. En 1873, la municipalité de Kingsbridge se sépara de Yonkers.
En 1874, la partie occidentale de l'actuel Bronx, constituée des municipalités de Kingsbridge, West Farms et Morrisania, fut transférée au comté de New York, et en 1895 le restant de l'actuel Bronx, constitué de la municipalité de Westchester et d'une partie d'Eastchester et de Pelham, fut transféré au comté de New York. À ce moment, la partie d'Eastchester située immédiatement au nord de la portion transférée avait fait sécession de la municipalité d'Eastchester (1892) pour former la ville de Mount Vernon. En conséquence, la municipalité d'Eastchester n'a pas de frontière commune avec la ville de New York. En 1914, les portions du comté de New York qui avaient été prises au comté de Westchester furent réunies en un nouveau comté, le comté du Bronx.
Du fait de la richesse de certains de ses résidents, Westchester a acquis une réputation de richesse, d'homogénéité et d'élitisme. Cependant, en réalité, le comté est une région économiquement et démographiquement diverse. On y trouve une prison de haute sécurité, Sing Sing, et une centrale nucléaire, Indian Point. Westchester est l'un des comtés les plus densément peuplés des États-Unis, et a un taux de délinquance légèrement plus élevé que les comtés alentour.

## Géographie

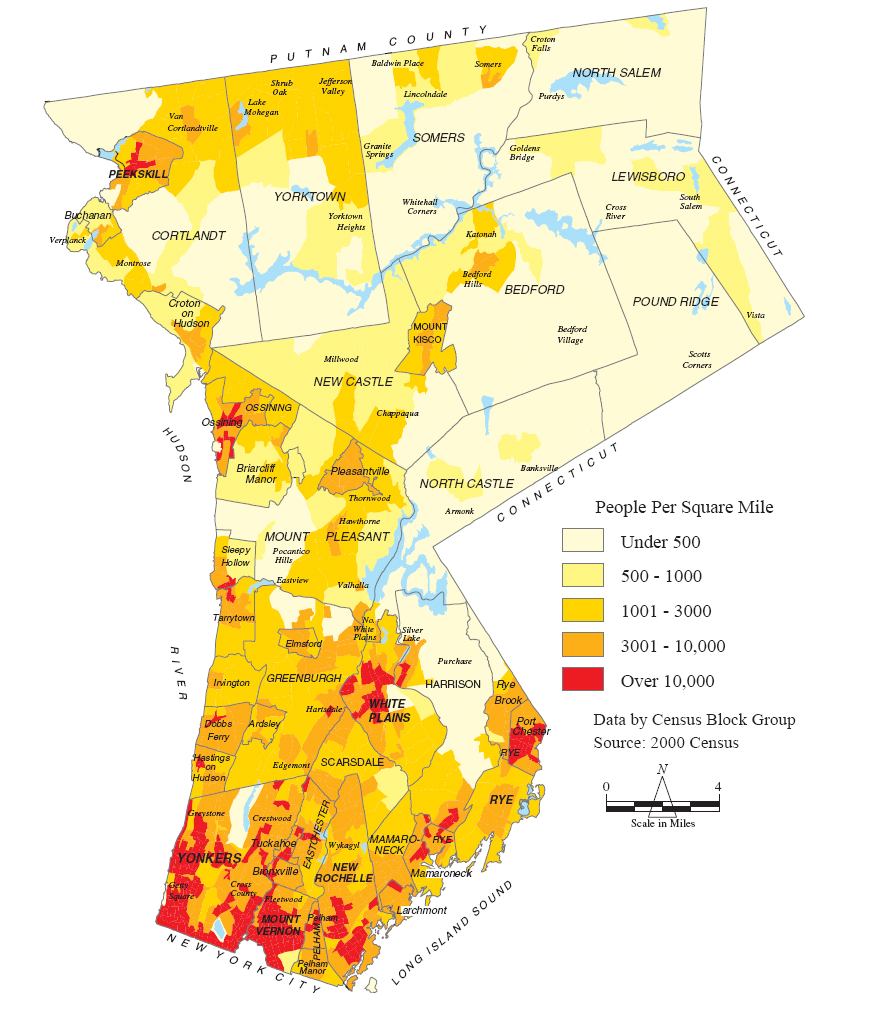
La densité de population du comté.

Selon le Bureau du recensement des États-Unis, le comté à une superficie totale de 1 295 km2, dont 174 (13,45 %) est composée de plans d'eau.
Le comté de Westchester est situé dans le sud-est de l'État de New York. Il est situé entre l'arrondissement new-yorkais du Bronx au sud, le fleuve Hudson à l'ouest, le Connecticut et le Long Island Sound à l'est, et le comté de Putnam au nord.
Le point le plus élevé du comté est le repère appelé Bailey à trois cents mètres au-dessus du niveau de la mer dans le Mountain Lakes Park, près de la frontière avec le Connecticut. La côte du comté, bordant le Long Island Sound, est donc située au niveau de la mer, ce qui en fait le point le moins élevé du comté.
Le comté de Westchester est populairement divisé entre sa partie nord et sa partie sud. Le Nord du comté (situé au Nord de l'Interstate 287) est souvent vu comme étant rural et aisé, alors que le sud (à partir de White Plains), est perçu comme plus urbain. Toutefois, ces généralités ne se vérifient pas dans l'ensemble des localités du comté. Ainsi, Bronxville, Larchmont, Rye and Scarsdale, situées dans la partie sud du comté, font partie des localités les plus aisées des États-Unis, alors que Peeskill, dans le nord, est fortement urbanisé et sa population appartient principalement aux catégories populaires. Le Westchester County Department of planning divise le comté en trois sous-régions, Nord, Central et Sud.
En son point le plus proche, Westchester est situé à seulement 3,2 kilomètres de Manhattan (de Broadway et Caryl Avenue dans le sud de Yonkers jusqu'à Broadway et la 228e rue Ouest à Marble Hill. Cette distance se parcourt à pied en 40 minutes, le temps nécessaire pour aller de Westchester à Manhattan en voiture. Cependant, la plupart des localités situées à Westchester sont bien plus éloignées de Manhattan que ce que pourrait suggérer cet exemple.

### Subdivisions du comté
Comme l'ensemble des comtés de l'État de New York (hormis les cinq comtés qui coïncident avec les cinq arrondissements de la ville de New York), le comté de Westchester est subdivisé en villes (cities en anglais) et en municipalités (town en anglais), ces dernières étant elles-mêmes divisées en villages, dotés d'une organisation politique, et hameaux (hamlets en anglais), lieux-dits sans existence légale.

#### Villes
Il y a six villes (cities) dans le comté de Westchester :
- Mount Vernon 3e plus peuplée
- New Rochelle 2e plus peuplée
- Peekskill 5e plus peuplée
- Rye (Rye est aussi le nom d'une municipalité.) 6e plus peuplée
- White Plains 4e plus peuplée
- Yonkers la plus peuplée

#### Municipalités et villages
Il y a 19 municipalités (town) dans le comté de Westchester. Tout terrain n'étant pas inclus dans une ville (city) est incorporé à une municipalité (town). Une municipalité peut contenir zéro, un ou plusieurs villages. Les municipalités d'Harrison, Mount Kisco et Scarsdale coïncident avec le village du même nom. Deux villages sont divisés entre deux municipalités : Briarcliff Manor s'étend des deux côtés de la frontière entre Ossining town et Mount Pleasant, tandis que le village de Mamroneck est situé à cheval sur les municipalités de Mamaroneck et de Rye.
À l'exception des municipalités de Rye et de Pelham, l'ensemble des municipalités possède des territoires et des résidents attachés à aucun village. Ces territoires contiennent des localités appelées hameaux (hamlets). Les hameaux n'ont pas d'existence légale et dépendent entièrement du gouvernement et des services municipaux. Certaines zones sont aussi des CDP (Census designated  area : zones définies pour les besoins du recensement), définies par le bureau du recensement fédéral à ses propres fins.  Un CDP peut correspondre à un hameau, mais ce n'est pas toujours le cas.
Certaines subdivisions du comté ayant le même nom, il est souvent nécessaire d'indiquer si l'on se réfère à la ville, à la municipalité, au village ou au hameau. Par exemple, la municipalité de Rye est totalement séparée et indépendante de la ville de Rye. Pelham est le nom d'une municipalité, mais aussi d'un village situé à l'intérieur de celle-ci. Enfin, le village de Mamaroneck est situé à cheval sur les municipalités de Mamaroneck et de Rye, mais n'a aucun rapport avec la ville de Rye.
Liste des municipalités :
- Bedford
- Cortlandt (New York)
- Eastchester (New York)
- Greenburgh (New York)
- Harrison
- Lewisboro
- Mamaroneck (New York)
- Mount Kisco
- Mount Pleasant
- New Castle
- North Castle (New York)
- North Salem (New York)
- Ossining
- Pelham (New York)
- Pound Ridge (New York)
- Town of Rye (New York)
- Scarsdale
- Somers
- Yorktown

## Démographie
Au recensement de 2000, le comté était peuplé de 923 459 habitants, formant 337 142 ménages et 235 325 familles. La densité de population était de 824 hab/km².
La composition ethnique du comté était la suivante : 71,35 % des habitants étaient « Blancs », 14,2 % Afro-Américains, 0,25 % Amérindiens, 4,48 % Asiatiques, 0,04 % étaient Océaniens, 6,63 % revendiquaient une autre origine raciale, et 3,05 % avaient des origines raciales multiples. Les Latinos, qui peuvent être de n'importe quelle ethnie, représentaient 15,61 % de la population.

## Politique
Autrefois, le comté votait plutôt républicain, mais il s'est tourné vers les démocrates au début des années 1990, de la même manière que les autres banlieues de New York.

### Gouvernement
Le County executive (responsable de l'exécutif du comté) est Robert P. Astorino, un républicain, tandis que le district attorney (procureur du comté) est la républicaine Janet DiFiore, et le county clerk est le démocrate Timothy C. Idoni. Le Board of Legislators, organe législatif, est composé de dix-sept membres, représentant chacun un district du comté. 12 d'entre eux sont démocrates, et 5 sont républicains.

### Célébrités
- Sean Combs
- Jesse McCartney
- Popa Chubby
- Felicia Farr , actrice

### Dans la fiction
- Les héroïnes du livre La bande (The Clique (en)) : Massie Block, Alicia Rivera, Clémence Marvil, Kristen Gregory, Claire Lyons, Olivia Ryan, Derrick Harrigton, Cam et Harris Fisher, Chris Plovert, Kemp Hurley, Josh, Skye Hamilton, Layne et Chris Abeley (La bande)
- Dans la dernière saison de la série Friends, les personnages Chandler et Monica y achètent une maison pour s'y installer avec leurs enfants et leur offrir une vie moins citadine.
- L'Institut Xavier, le manoir du professeur Xavier des X-Men se situe dans la ville fictive de Salem Center dans le Westchester. Cette dernière, fondée en 1692 par des immigrants néerlandais, se situerait dans le nord-est du comté (proximité de North Salem).

## Jumelage
- Jingzhou (Chine)